# William Ayscough
William Ayscough (? – Edington, 1450. június 29.) angol államférfi, Salisbury püspöke volt. VI. Henrik gyóntatójaként komoly befolyással bírt a kormány politikájára. 1450-ben a kabinet tevékenységét elutasító közemberek meglincselték.

## Élete
Családjáról nem tudni sokat, feltehetően Kelseyből származott. 1436. november 10-én Sutton kanonokja lett. 1438. február 12-én nevezték ki Salisbury püspökének. 1438. július 20-án szentelték fel, és hivatalát haláláig töltötte be. VI. Henrik gyóntatója volt. Egyike volt azoknak, részt vettek az udvari politikát kifogásoló glouchesteri herceg felesége, Eleanor Cobham boszorkánysági ügyében. A püspök folyamatosan a királyi udvarban tartózkodott, egyházkerületét nem látogatta.
Többen őt tartották felelősnek azért, hogy VI. Henriknek és Anjou Margitnak 1453-ig kellett várnia a gyermekáldásra. Úgy gondolták, hogy a püspök azt tanácsolta a gyengeelméjű uralkodónak, ne közeledjen feleségéhez.
1450 nyarán elégedetlenségi hullám söpört végig Anglián. Az emberek a kelet-angliai elnyomások, a visszaélések és korrupciók, Normandia elvesztése és általában az udvar politikája ellen tiltakoztak. A felkelések végül a Jack Cade-lázadásban csúcsosodtak ki. 1450. június 29-én a feldühödött tömeg kirángatta a püspököt az edingtoni templomból, és megölte. Lemeztelenített holtteste napokig hevert a földeken. Hasonlóan járt VI. Henrik két másik bizalmasa is, William de la Pole, Suffolk hercege és Adam Moleyns, Chichester püspöke.